# Agrilus xylochaerus
Agrilus xylochaerus es una especie de insecto del género Agrilus, familia Buprestidae, orden Coleoptera.
Fue descrita científicamente por Obenberger, 1947.